# Europamatchen
Europamatchen är ett travlopp för fyra- och femåriga varmblodstravare som körs på Bjerke Travbane i Bjerke utanför Oslo varje år under våren. Det är ett Grupp 2-lopp, det vill säga ett lopp av näst högsta internationella klass. Loppet körs över distansen 2100 meter med autostart. Förstapris i loppet är 300 000 norska kronor.
Första upplagan av Europamatchen kördes den 8 maj 1983. Premiärupplagan vanns av Sverige och Berndt Lindstedts Evita Broline.

## Vinnare
| 2022 | Aquarius Face                                     | Adrian Kolgjini                                   | Adrian Kolgjini                                   | 1.12,6                                            |                                                   |                                                   |                                                   |                                                   |                                                   |                                                   |
| 2021 | Inställt p.g.a. den pågående coronaviruspandemin. | Inställt p.g.a. den pågående coronaviruspandemin. | Inställt p.g.a. den pågående coronaviruspandemin. | Inställt p.g.a. den pågående coronaviruspandemin. | Inställt p.g.a. den pågående coronaviruspandemin. | Inställt p.g.a. den pågående coronaviruspandemin. | Inställt p.g.a. den pågående coronaviruspandemin. | Inställt p.g.a. den pågående coronaviruspandemin. | Inställt p.g.a. den pågående coronaviruspandemin. | Inställt p.g.a. den pågående coronaviruspandemin. |
| 2020 | Inställt p.g.a. den pågående coronaviruspandemin. | Inställt p.g.a. den pågående coronaviruspandemin. | Inställt p.g.a. den pågående coronaviruspandemin. | Inställt p.g.a. den pågående coronaviruspandemin. | Inställt p.g.a. den pågående coronaviruspandemin. | Inställt p.g.a. den pågående coronaviruspandemin. | Inställt p.g.a. den pågående coronaviruspandemin. | Inställt p.g.a. den pågående coronaviruspandemin. | Inställt p.g.a. den pågående coronaviruspandemin. | Inställt p.g.a. den pågående coronaviruspandemin. |
| 2019 | Heart of Steel                                    | Peter Untersteiner                                | Peter Untersteiner                                | 1.12,9                                            |                                                   |                                                   |                                                   |                                                   |                                                   |                                                   |
| 2018 | Generaal Bianco                                   | Peter Untersteiner                                | Peter Untersteiner                                | 1.11,8                                            |                                                   |                                                   |                                                   |                                                   |                                                   |                                                   |
| 2017 | Canari Match                                      | Örjan Kihlström                                   | Daniel Redén                                      | 1.12,9                                            |                                                   |                                                   |                                                   |                                                   |                                                   |                                                   |
| 2016 | Exodus Hanover                                    | Örjan Kihlström                                   | Roger Walmann                                     | 1.11,8                                            |                                                   |                                                   |                                                   |                                                   |                                                   |                                                   |
| 2015 | Duke of Greenwood                                 | Hugo Langeweg Jr.                                 | Hugo Langeweg Jr.                                 | 1.12,7                                            |                                                   |                                                   |                                                   |                                                   |                                                   |                                                   |
| 2014 | Stelton                                           | Jeppe Juel                                        | Jeppe Juel                                        | 1.13,2                                            |                                                   |                                                   |                                                   |                                                   |                                                   |                                                   |
| 2013 | Edward Ale                                        | Peter Ingves                                      | Petri Puro                                        | 1.14,0                                            |                                                   |                                                   |                                                   |                                                   |                                                   |                                                   |
| 2012 | Raja Mirchi                                       | Lutfi Kolgjini                                    | Lutfi Kolgjini                                    | 1.13,0                                            |                                                   |                                                   |                                                   |                                                   |                                                   |                                                   |
| 2011 | Joke Face                                         | Lutfi Kolgjini                                    | Lutfi Kolgjini                                    | 1.12,2                                            |                                                   |                                                   |                                                   |                                                   |                                                   |                                                   |
| 2010 | Nu Pagadi                                         | Erik Adielsson                                    | Stig H. Johansson                                 | 1.14,1                                            |                                                   |                                                   |                                                   |                                                   |                                                   |                                                   |
| 2009 | Quarcio du Chene                                  | Björn Goop                                        | Olle Goop                                         | 1.13,1                                            |                                                   |                                                   |                                                   |                                                   |                                                   |                                                   |